# Josey Scott

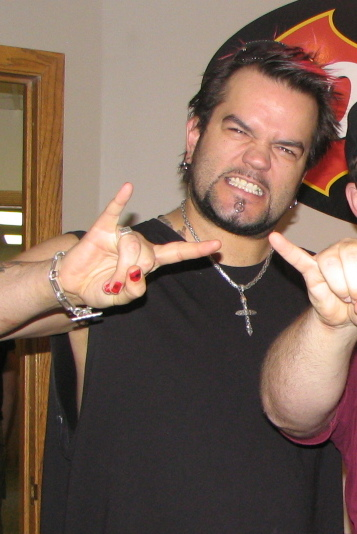
Josey Scott

Josey Scott (* 3. Mai 1972 in Memphis, Tennessee als Joseph Sappington) ist ein US-amerikanischer Sänger und war bis 2012 Frontmann der Rockband Saliva.

## Leben
Scott ist mit Kendra Scott verheiratet und wurde 2005 zum zweiten Mal Vater. Sein erstes Kind bekam er mit seiner alten High-School-Liebe.

## Karriere als Sänger
Er war bis 2012 Frontmann der Band Saliva. Seitdem betreibt er Solo-Projekte. Er schrieb und sang zusammen mit Chad Kroeger von Nickelback den Titelsong Hero zum Comicfilm Spider-Man (2002), welcher in Großbritannien mit einer Goldene Schallplatte ausgezeichnet wurde. Außerdem sang er mit Jay-Z das Lied Takeover. Er war auch an zwei Songs von Lil Wyte beteiligt, Homicidal, Suicidal und Crazy.
Am 29. Oktober 2019 kündigte Josey Scott an, 2020 zu Saliva zurückzukehren.
Am 23. Mai 2021 starb Scotts ältester Sohn Cody im Alter von 29 Jahren an den Folgen einer durch SARS-CoV-2 ausgelösten COVID-19-Erkrankung.

### Soundtracks
Scott beteiligte sich auch an manchen Soundtracks:
- 2001: The Fast and the Furious – Sänger von Superstar
- 2001: Spy Hunter – Schreiber von Your Disease, Lyriken zum Theme-Song
- 2002: Spider-Man – Sänger mit Nickelback von Hero
- 2003: Cradle to the Grave – Schreiber von Click Click Boom
- 2003: Daredevil – Schreiber von Bleed for Me
- 2006: Jackass 2 – Sänger von Gettin’ Fucked Up

## Karriere als Schauspieler
- Serie Wanted (2005): Als Officer Rodney Gronbeck in 14 Episoden
- Hustle & Flow (2005): Elroy
- Now That’s What I Call Music! (2003): Sich selbst
- Serie Real Magic TV (2003): (Episode Saliva/Sevendust) Sich selbst